# Annie Colé
Annie Colé est une actrice française. Elle est essentiellement connue pour son rôle principal dans le film Pleure pas la bouche pleine de Pascal Thomas où elle interprète une adolescente de 16 ans découvrant l'amour.

## Filmographie
- 1972 : Les Zozos : Elisabeth
- 1973 : Pleure pas la bouche pleine : Annie
- 1976 : La Surprise du chef : Françoise